# Izu (półwysep)

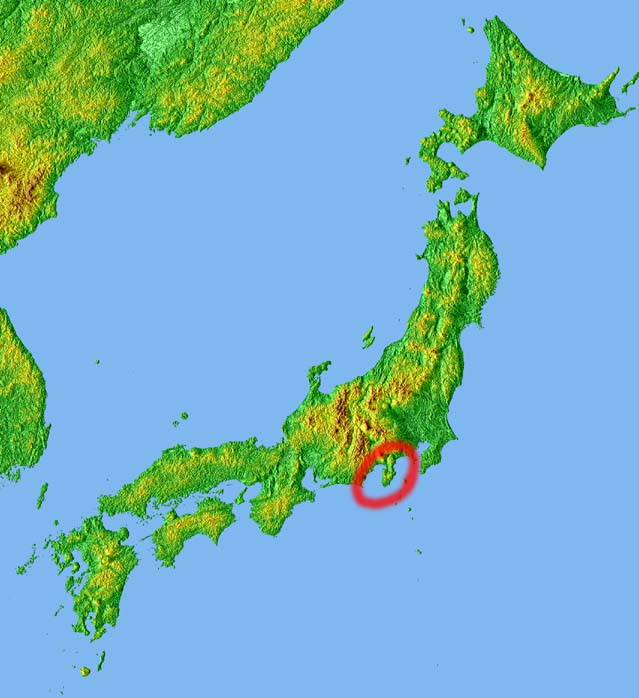
Położenie półwyspu Izu

Półwysep Izu (jap. 伊豆半島 Izu-hantō) – półwysep leżący na zachód od Tokio na japońskiej wyspie Honsiu. Dawniej należał do prowincji Izu, obecnie znajduje się w prefekturze Shizuoka. Od wschodu jest oblewany wodami zatoki Sagami, a od zachodu zatoki Suruga.

## Atrakcje
Półwysep Izu jest popularnym miejscem rekreacji, znanym szczególnie ze swych gorących źródeł (onsen). Półwysep styka się z górą Fudżi i jest częścią Parku Narodowego Fudżi-Hakone-Izu. Jest również popularnym miejscem do nurkowania.
Izu jest jednym z największych producentów wasabi w Japonii. Lokalne kuchnie serwują wiele potraw przyprawianych wasabi.

## Linki zewnętrzne

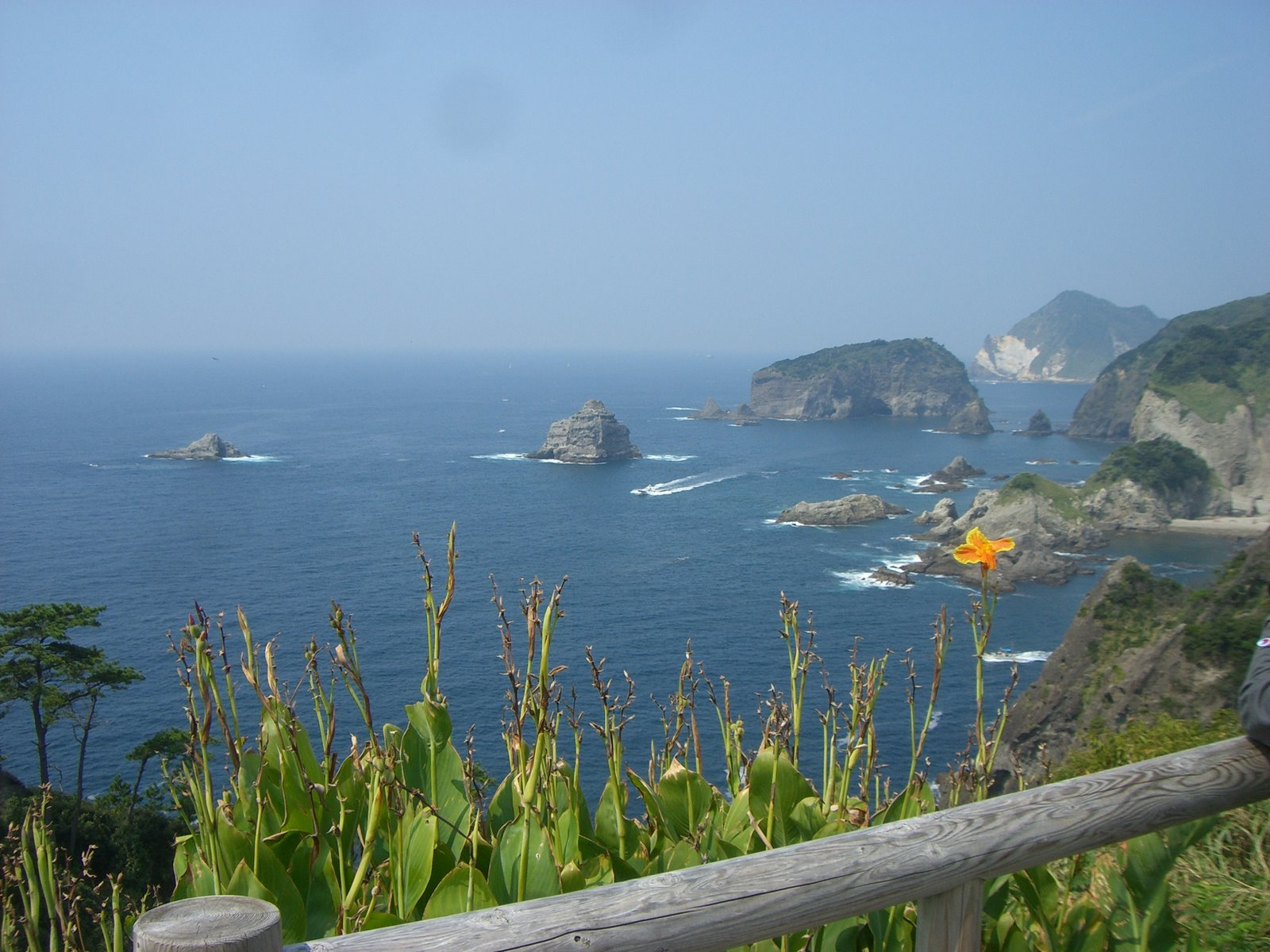
Południowy kraniec półwyspu – przylądek Irō

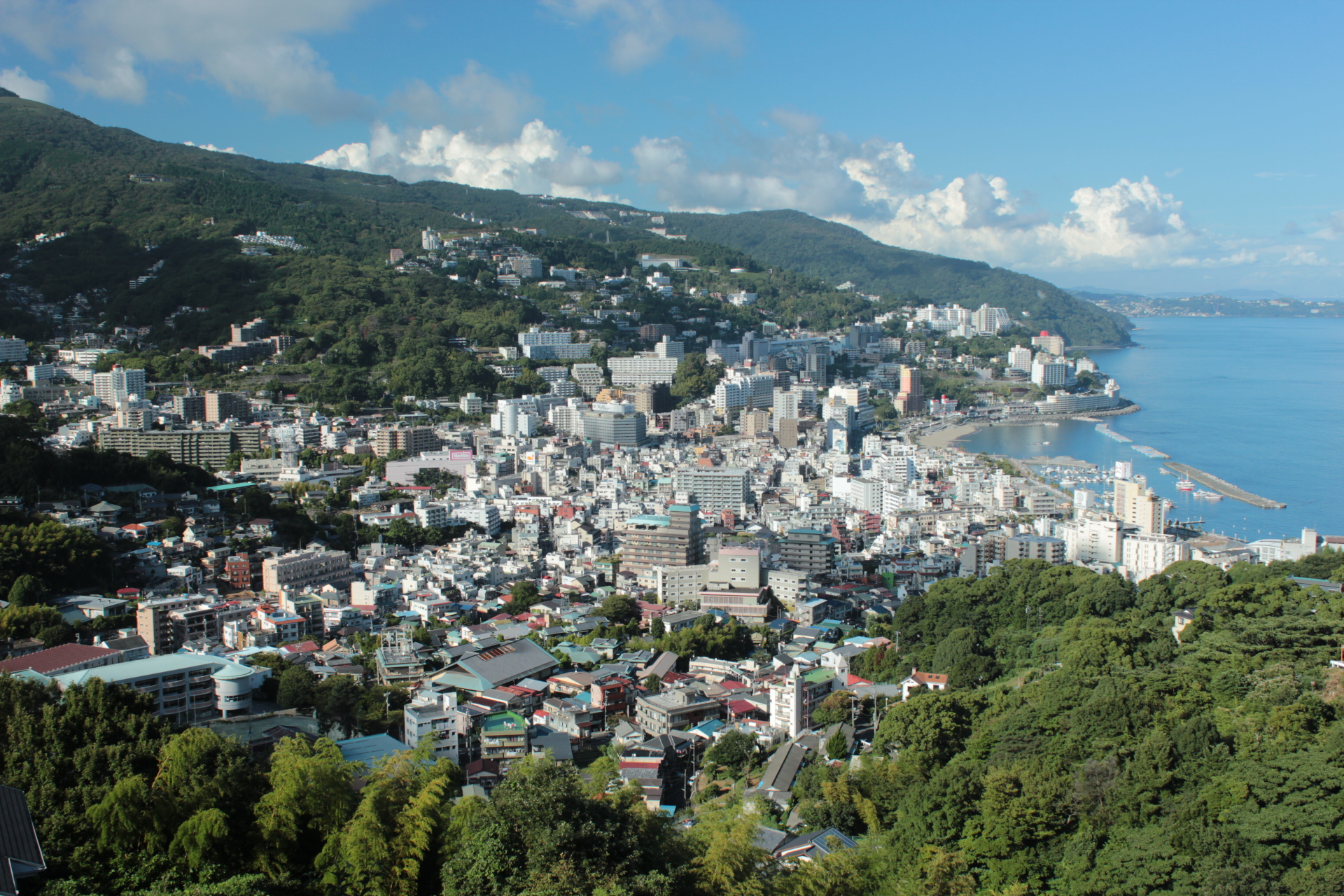
Miasto Atami położone u nasady półwyspu Izu